# Botts Green

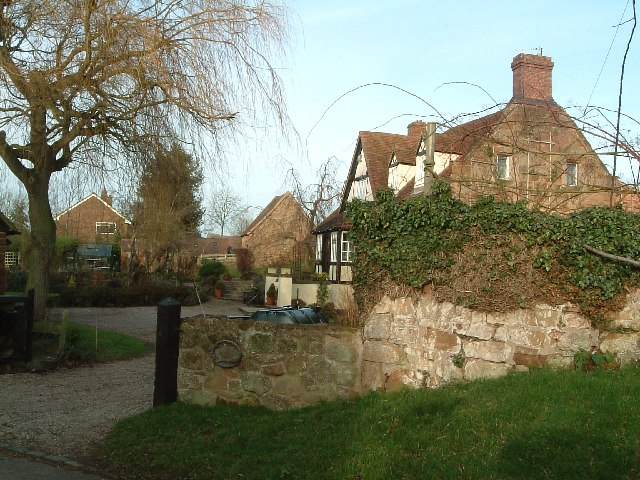
Botts Pueblo verde

Botts Green es una aldea y una zona verde en el norte de Warwickshire, distrito del condado de Warwickshire, en Inglaterra.
Se encuentra cercano a Whitacre Heath, Coleshill y Kingsbury. En la aldea se cuenta con una construcción de madera llamada Botts Green Hall que está dentro de la Lista del Patrimonio Nacional de Inglaterra (National Heritage List for England) y está clasificado como Grado II.